# Araeomorpha
Araeomorpha és un gènere d'arnes de la família Crambidae.

## Taxonomia
- Araeomorpha diplopa (Lower, 1903)
- Araeomorpha limnophila Turner, 1937